# Lindholmen (vid Gäddbergsö, Lovisa)
Lindholmen är en ö i Finland. Den ligger i Finska viken och i kommunen Lovisa i den ekonomiska regionen  Lovisa i landskapet Nyland, i den södra delen av landet. Ön ligger omkring 82 kilometer öster om Helsingfors.
Öns area är 6,1 hektar och dess största längd är 420 meter i sydöst-nordvästlig riktning. Ön höjer sig omkring 20 meter över havsytan.